# Gannan-Yak
Der Gannan-Yak ist eine Rasse des Hausyaks. Da die gezielte Züchtung beim Yak noch nicht sehr weit fortgeschritten ist, weisen Yak-Rassen insgesamt weniger rassetypische Eigenschaften auf, als dies beispielsweise bei europäischen Landrinderrassen in der Mitte des 19. Jahrhunderts der Fall war. Daher sind phänotypische Unterschiede beim Hausyak vor allem durch die geographische Trennung weit auseinanderliegender Standorte zu erklären.
Beim Gannan-Yak handelt es sich um eine dieser geographischen Yakrassen Chinas. Sie wird im autonomen Bezirk Gannan gezogen, der im Südosten der chinesischen Provinz Gansu und der tibetischen Kulturregion Amdo zugerechnet wird. Die Region ist ein traditionelles Yak-Haltegebiet. Charakteristisch für Gannan-Yaks sind eine gute Fruchtbarkeit und ein hohes Lebendgewicht. Es handelt sich um gute Reit-, Last- und Zugtiere, die sich auch zur Nutzung des Fleisches und der Wolle eignen. Die Kälber sind bei Geburt schwerer als Kälber anderer Yak-Rassen. 

## Belege

### Einzelbelege
1. ↑   Lensch et al., S. 94 bis S. 97